# Coëtivy
Coëtivy ist eine zur Republik der Seychellen gehörende Insel im Indischen Ozean. Sie liegt etwa 290 km südlich der Hauptinsel Mahé und zählt zu den sogenannten Outer Islands der Seychellen. Gemeinsam mit der nördlich gelegenen Île Platte bildet Coëtivy die Gruppe der „Südlichen Koralleninseln“. Ihren Namen erhielt die Insel von Chevalier de Coëtivy, welcher sie 1771 entdeckte.
Die flache, in Nord-Süd-Richtung langgestreckte Insel weist eine Fläche von 9,31 km² auf und hat etwa 250 Einwohner.
Coëtivy ist in privatem Besitz und gehört dem Seychelles Marketing Board (SMB). Auf der Insel wurde ab 1989 eine große Anlage zur Garnelenzucht aufgebaut, es wurden ab 1992 Garnelen der Art Penaeus monodon (engl. Giant Tiger Prawns) gezüchtet und exportiert. Die Anlage war jedoch finanziell nicht tragfähig und wurde 1998 wieder geschlossen.